# Christopher Musgrave (5e baronnet)
Christopher Musgrave, 5e baronnet (25 décembre 1688 - 20 janvier 1736) d'Eden Hall, Cumbria est un baronnet et homme politique anglais. 

## Biographie
Il est le fils de Philip Musgrave et le petit-fils de Christopher Musgrave (4e baronnet). Il succède à son père en 1689 et à son grand-père comme 5e baronnet en 1704. 
Il est greffier du Conseil privé de 1712 à 1716 et commissaire Lord du sceau privé en 1715. Il est député de Carlisle de 1713 à 1715 et de Cumberland de 1722 à 1727. 
Il épouse Julia, la fille de John Chardin de Kempton Park, Middlesex. Ils ont 7 fils et 4 filles. Il est remplacé comme baronnet par son fils aîné Philip Musgrave (6e baronnet) (en). 